# Vellozia goiasensis
Vellozia goiasensis är en enhjärtbladig växtart som beskrevs av Lyman Bradford Smith. Vellozia goiasensis ingår i släktet Vellozia och familjen Velloziaceae. Inga underarter finns listade.